# Napakivi
Napakivi är en klippa i Finland.   Den ligger i den ekonomiska regionen  Lahtis ekonomiska region  och landskapet Päijänne-Tavastland, i den södra delen av landet, 110 km norr om huvudstaden Helsingfors. Napakivi ligger 191 meter över havet.
Terrängen runt Napakivi är huvudsakligen platt. Napakivi ligger uppe på en höjd. Runt Napakivi är det ganska glesbefolkat, med 42 invånare per kvadratkilometer. Närmaste större samhälle är Hollola, 12,2 km sydost om Napakivi. I omgivningarna runt Napakivi växer i huvudsak blandskog.